# Episodi di Schlitz Playhouse of Stars (quarta stagione)
La quarta stagione della serie televisiva Schlitz Playhouse of Stars è andata in onda negli Stati Uniti dal 10 settembre 1954 al 23 settembre 1955 sulla CBS.
| nº | Titolo originale                        | Prima TV USA      |
| -- | --------------------------------------- | ----------------- |
| 1  | The Secret                              | 10 settembre 1954 |
| 2  | Reunion at Steepler's Hill              | 17 settembre 1954 |
| 3  | The Pipe                                | 24 settembre 1954 |
| 4  | The Viking                              | 1º ottobre 1954   |
| 5  | The Net Draws Tight                     | 8 ottobre 1954    |
| 6  | Square Shootin'                         | 15 ottobre 1954   |
| 7  | The Best of Everything                  | 22 ottobre 1954   |
| 8  | The Sensation Club                      | 29 ottobre 1954   |
| 9  | No Rescue                               | 5 novembre 1954   |
| 10 | Midnight Haul                           | 12 novembre 1954  |
| 11 | The Long Trail                          | 19 novembre 1954  |
| 12 | Mystery of Murder                       | 26 novembre 1954  |
| 13 | Volturio Investigates                   | 3 dicembre 1954   |
| 14 | Spangal Island                          | 10 dicembre 1954  |
| 15 | Woman Expert                            | 17 dicembre 1954  |
| 16 | Day of Good News                        | 14 dicembre 1954  |
| 17 | The Dumbest Man in the Army             | 31 dicembre 1954  |
| 18 | The Cool One                            | 7 gennaio 1955    |
| 19 | Man Out of the Rain                     | 14 gennaio 1955   |
| 20 | Underground                             | 21 gennaio 1955   |
| 21 | Murder in Paradise                      | 28 gennaio 1955   |
| 22 | The Last Pilot Schooner                 | 4 febbraio 1955   |
| 23 | The Schoolmarm                          | 11 febbraio 1955  |
| 24 | The Way to Freedom                      | 18 febbraio 1955  |
| 25 | Fast Break                              | 25 febbraio 1955  |
| 26 | Fedar                                   | 4 marzo 1955      |
| 27 | Visitor in the Night                    | 11 marzo 1955     |
| 28 | Ride to the West or Night Ride to Butte | 18 marzo 1955     |
| 29 | Log the Man Innocent                    | 25 marzo 1955     |
| 30 | Tourists--Overnight                     | 1º aprile 1955    |
| 31 | Mr. Ears                                | 8 aprile 1955     |
| 32 | O'Brien                                 | 15 aprile 1955    |
| 33 | Who's the Blonde?                       | 22 aprile 1955    |
| 34 | The Brute Next Door                     | 29 aprile 1955    |
| 35 | The Unlighted Road                      | 6 maggio 1955     |
| 36 | Too Many Nelsons                        | 13 maggio 1955    |
| 37 | Sentence of Death                       | 20 maggio 1955    |
| 38 | The Argonauts                           | 27 maggio 1955    |
| 39 | Visa for X                              | 3 giugno 1955     |
| 40 | O'Connor and the Blue-Eyed Felon        | 10 giugno 1955    |
| 41 | A Mule for Santa Fe                     | 17 giugno 1955    |
| 42 | Splendid with Swords                    | 24 giugno 1955    |
| 43 | The Ordeal of Dr. Sutton                | 1º luglio 1955    |
| 44 | Ambitious Cop                           | 8 luglio 1955     |
| 45 | Meet Mr. Justice                        | 15 luglio 1955    |
| 46 | Visibility Zero                         | 22 luglio 1955    |
| 47 | The Direct Approach                     | 29 luglio 1955    |
| 48 | Too Late to Run                         | 5 agosto 1955     |
| 49 | On Leave                                | 12 agosto 1955    |
| 50 | Jury of One                             | 19 agosto 1955    |
| 51 | The Case for the State                  | 26 agosto 1955    |
| 52 | Three Months to Remember                | 2 settembre 1955  |
| 53 | The Uninhibited Female                  | 9 settembre 1955  |
| 54 | Wild Call                               | 16 settembre 1955 |
| 55 | The Quitter                             | 23 settembre 1955 |

## The Secret
- Diretto da:
- Scritto da:

### Trama
- Interpreti: Francis X. Bushman (Max), Tom Drake (Fletcher Craig), Madge Kennedy (Clara Matheson), Doris Kenyon (Iris Marlowe), James Mason (se stesso  - presentatore), Tom Moore (Dick Monroe), 'Snub' Pollard (Cook at Diner)

## Reunion at Steepler's Hill
- Diretto da:
- Scritto da:

### Trama
- Interpreti: John Ireland (Billy Bob Jackson), John Larch (Luke Powers), James Mason (se stesso  - presentatore), Dorothy Patrick (Beth Powers)

## The Pipe
- Diretto da:
- Scritto da:

### Trama
- Interpreti: Lilian Bond, Anthony Eustrel, James Fairfax, Lowell Gilmore, Arthur Gould-Porter, Kay E. Kuter, Peter Lorre, James Mason (se stesso  - presentatore), Michael Pate, Trevor Ward

## The Viking
- Diretto da:
- Scritto da:

### Trama
- Interpreti: Charles Bickford, Margaret Field, Lamont Johnson, James Mason (se stesso  - presentatore)

## The Net Draws Tight
- Diretto da:
- Scritto da:

### Trama
- Interpreti: Lynne Allen, Paul Bryar (Sam Archer), John Cliff, Skip Homeier (Slim Haskell), Byron Kane, Frank Kreig, James Mason (se stesso  - presentatore), Natalie Norwick, Edmond O'Brien (Rick Saunders), Robert Quarry, William Woodson

## Square Shootin'
- Diretto da:
- Scritto da:

### Trama
- Interpreti: James Mason (se stesso  - presentatore), John Newland (Jim Caltin), Marcia Patrick (Polly Dorman), Walter Sande

## The Best of Everything
- Diretto da:
- Scritto da:

### Trama
- Interpreti: James Mason (se stesso  - presentatore), Gar Moore, Don Taylor, Ann Tyrrell

## The Sensation Club
- Diretto da:
- Scritto da:

### Trama
- Interpreti: James Mason (se stesso  - presentatore), Francis L. Sullivan (Garman)

## No Rescue
- Diretto da:
- Scritto da:

### Trama
- Interpreti: Nancy Evans, Rodolfo Hoyos Jr., Francis Lederer, James Mason (se stesso  - presentatore)

## Midnight Haul
- Diretto da:
- Scritto da:

### Trama
- Interpreti: Kevin McCarthy (Glenn Sheridan), K.T. Stevens (Eileen Thomas), Lee Van Cleef (Wink), James Bell (Pop Cehagen), James Anderson (Buck Snyder), Richard Benedict (Ace), Leo Curley (Curley), Stuart Randall (Matt Hallahan), Alan Reynolds (Walter Osborne), James Mason (se stesso  - presentatore)

## The Long Trail
- Diretto da:
- Scritto da:

### Trama
- Interpreti: Robert Armstrong, John Bryant, Maxine Cooper, Steve Darrell, George DeNormand, Anthony Quinn (se stesso  - presentatore / Texas Ranger Clay Waldon), Hugh Sanders

## Mystery of Murder
- Diretto da:
- Scritto da:

### Trama
- Interpreti: Bruce Bennett (giudice Paul Maston), Frances Rafferty (Kathy Maston), Christopher Dark (Joseph Banks), Byron Foulger (Mr. Teems), Gilbert Fallman (rappresentante giuria), James Mason (se stesso  - presentatore)

## Volturio Investigates
- Diretto da:
- Scritto da:

### Trama
- Interpreti: Edward Ashley, Melville Cooper, John Dehner, James Mason (se stesso  - presentatore), Basil Rathbone (The Jewel Thief)

## Spangal Island
- Diretto da:
- Scritto da:

### Trama
- Interpreti: James Bell (Pop Cehgaen), Richard Benedict (Ace), Leo Curley (Sam Carlton), Arthur Franz (Chris Mather), Betty Lynn (Nan Tolland), James Mason (se stesso  - presentatore), Kevin McCarthy (Glenn Sheridan), Christopher Olsen (Jimmy), Stuart Randall (Hallahan), Alan Reynolds (Walter Osborne), K.T. Stevens (Eileen Thomas), Emerson Treacy (Dan Tuttle), Lee Van Cleef (Wink)

## Woman Expert
- Diretto da:
- Scritto da:

### Trama
- Interpreti: Malcolm Atterbury, Richard Bartell, Howard Duff, Roy Engel, Douglas Evans, Nancy Gates, Gayle Kellogg, Gertrude Michael

## Day of Good News
- Diretto da:
- Scritto da:

### Trama
- Interpreti: Harry Antrim (John P. Holcomb), Marshall Bradford (Hanson), Frank Ferguson (Harlow Finch), Cecil Kellaway (Samuel Cross), James Mason (se stesso  - presentatore), Marjorie Owens (Mary Hamilton), Max Showalter (Don Evers)

## The Dumbest Man in the Army
- Diretto da:
- Scritto da:

### Trama
- Interpreti: William Boyett, Neville Brand, Russ Conway, James Mason (se stesso  - presentatore), Donald Murphy

## The Cool One
- Diretto da:
- Scritto da:

### Trama
- Interpreti: John Banner (Morris Odvarka), Paul Birch, Herbert Heyes, Paul Langton (Landry), Tom London (Alonzo Cooper), James Mason (se stesso  - presentatore), Stephen McNally (Tom Novak), Hildy Parks (Trina Odvarka), Phil Tead

## Man Out of the Rain
- Diretto da:
- Scritto da:

### Trama
- Interpreti: Skip Homeier (Zakka), James Mason (se stesso  - presentatore), Allene Roberts (Patricia Marsh), Phyllis Thaxter (Mona Tyrrel), Ray Walker (poliziotto)

## Underground
- Diretto da:
- Scritto da:

### Trama
- Interpreti: Norman Keats (poliziotto), Paul Kelly (Joe Tierney), John Lupton (Harry Coutts), James Mason (se stesso  - presentatore), Peggy O'Connor (Katie Tierney), Walter Reed (Patsy), Dennis Weaver (Ben), Robert J. Wilke (Whitey)

## Murder in Paradise
- Diretto da:
- Scritto da:

### Trama
- Interpreti: Steven Geray, John Ireland, James Mason (se stesso  - presentatore)

## The Last Pilot Schooner
- Diretto da:
- Scritto da:

### Trama
- Interpreti: King Donovan (Hardy), Robert Foulk (Sumner), John Hoyt (capitano McCall), Dayton Lummis (editore Cartwright), James Mason (se stesso  - presentatore), Marshall Thompson (James Wilson), Minor Watson (Pop Markle)

## The Schoolmarm
- Diretto da:
- Scritto da:

### Trama
- Interpreti: James Mason (se stesso  - presentatore), Martin Milner, Will Rogers Jr.

## The Way to Freedom
- Diretto da:
- Scritto da:

### Trama
- Interpreti: Patric Knowles (Paul Maynard), Queenie Leonard (Landlady), James Mason (se stesso  - presentatore), Jack Raine (Stevens), Robert Warwick (ispettore Guthrie), Rhys Williams (Hawkins)

## Fast Break
- Diretto da:
- Scritto da:

### Trama
- Interpreti: Sebastian Cabot (se stesso  - presentatore), Jackie Cooper (Bill Harlow / Joe Toyah), Betty Lynn (Lois Harlow), Hayden Rorke (Pastor Thompson), Otto Waldis (Oscar Hanson), Michael Winkelman (Joey Harlow), Joseph Crehan (Harry Wisdom), Harry Landers (Sportswriter Bert), Bill Baldwin (annunciatore), James Mason (se stesso  - presentatore)

## Fedar
- Diretto da:
- Scritto da:

### Trama
- Interpreti: John Doucette, Scott Forbes, Toni Gerry, Ian Keith, James Mason (se stesso  - presentatore), Mike Mazurki, Jon Shepodd

## Visitor in the Night
- Diretto da:
- Scritto da:

### Trama
- Interpreti: Ellen Drew (Edith Norman), Dorothy Green (Constance Grant), James Mason (se stesso  - presentatore), Willard Parker (Mayor John Norman), Pierre Watkin (J. Harrison Hardesty)

## Ride to the West or Night Ride to Butte
- Diretto da:
- Scritto da:

### Trama
- Interpreti: Ray Bennett, William Bishop, John Doucette, Jack Elam, Scott Elliott, Don C. Harvey, John Ireland, James Millican, Hank Patterson, Lee Van Cleef, Arleen Whelan (se atessa - presentatrice)

## Log the Man Innocent
- Diretto da:
- Scritto da:

### Trama
- Interpreti: James Mason (se stesso  - presentatore), Dan O'Herlihy

## Tourists--Overnight
- Diretto da:
- Scritto da:

### Trama
- Interpreti: Barbara Hale, James Mason (se stesso  - presentatore), Norma Varden

## Mr. Ears
- Diretto da:
- Scritto da:

### Trama
- Interpreti: Walter Brennan (Simmons AKA Mr. Ears), John Damler (Trent Kelly), William Kerwin (Jim), Hanna Landy (Isabelle), James Mason (se stesso  - presentatore), Tommy Rettig (John Kelly), Frances Zucco (Marian Kelly)

## O'Brien
- Diretto da:
- Scritto da:

### Trama
- Interpreti: Lillian Bronson (Lavinia Corey), Dan Duryea (Federal Agent Sam Ireland), Margaret Field (Carla), Virginia Lee (Ruby Swanson), James Mason (se stesso  - presentatore)

## Who's the Blonde?
- Diretto da:
- Scritto da:

### Trama
- Interpreti: Alexander Campbell (Carothers), Maxine Cooper (Helen Weldon), Robert Cornthwaite (Durand), Joi Lansing (the Blonde), James Mason (se stesso  - presentatore), Don Taylor (Tom Weldon)

## The Brute Next Door
- Diretto da:
- Scritto da:

### Trama
- Interpreti: Hal Baylor (Bobo Shaughnessy), Hans Conried (Warren Fitzjerner), Byron Foulger (Erick Schwatzmeier), Lucien Littlefield (Carl Schwatzmeier), James Mason (se stesso  - presentatore), Frances Mercer (Janet Fitzjerner)

## The Unlighted Road
- Diretto da:
- Scritto da:

### Trama
- Interpreti: James Dean (Jeffrey Latham), Patricia Hardy (Ann Burnett), Murvyn Vye (Mike Deegan), Edgar Stehli (Matt Schreiber), Charles Wagenheim (Roy Montana), Voltaire Perkins ( della poliziaCaptain), James Mason (se stesso  - presentatore)

## Too Many Nelsons
- Diretto da:
- Scritto da:

### Trama
- Interpreti: Eddie Albert (Randy Smith), Frank Ferguson (Joe Nelson), James Mason (se stesso  - presentatore), Henry Rowland (Harry Beller), Eleanore Tanin (Pat McKee)

## Sentence of Death
- Diretto da:
- Scritto da:

### Trama
- Interpreti: James Goodwin (Palica), Bonita Granville (Ellen Morison), Lisa Howard (Mrs. Sawyer), Cecil Kellaway (Druggist), Paul Langton (Cochran), James Mason (se stesso  - presentatore), Ray Walker (Reynolds)

## The Argonauts
- Diretto da:
- Scritto da:

### Trama
- Interpreti: John Alderson (Mr. Blunt), Ashley Cowan (Alf), James Logan (capitano Spring), James Mason (se stesso  - presentatore), Robert Newton (Simon Mantle), Jeanette Nolan (Martha), Barbara Self (Mary Ellen), Reginald Singh (Steward)

## Visa for X
- Diretto da:
- Scritto da:

### Trama
- Interpreti: Tom Duggan (colonnello), Joan Elan (Mary Mercer), Anthony Eustrel (Willard), Cecil Kellaway (Mr. Colley), Bruce Lester (Ray), James Mason (se stesso  - presentatore)

## O'Connor and the Blue-Eyed Felon
- Diretto da:
- Scritto da:

### Trama
- Interpreti: Robert Paige (se stesso  - presentatore), Chuck Connors (Stanley O'Connor), Diana Lynn (Bonnie Brewster), Elaine Edwards (Clarissa Matson), Donald Murphy (Benjamin Walters), Robert Nichols (Lester Doyle), Herbert Heyes (Homer Matson), Charles Evans (George Brewster)

## A Mule for Santa Fe
- Diretto da:
- Scritto da:

### Trama
- Interpreti: Karin Booth (Mrs. Stuart), Lane Bradford (Virg Williams), Lane Chandler (Ed Hanson), James Mason (se stesso  - presentatore), Will Rogers Jr. (Scott Miles), Harry Tyler (Simon Gilbride), Stephen Wootton (Bill Miles)

## Splendid with Swords
- Diretto da:
- Scritto da:

### Trama
- Interpreti: Lillian Fontaine, Eduard Franz, Farley Granger, James Mason (se stesso  - presentatore)

## The Ordeal of Dr. Sutton
- Diretto da:
- Scritto da:

### Trama
- Interpreti: Raymond Burr (dottor Sutton), Marilyn Erskine (infermiera), James Mason (se stesso  - presentatore)

## Ambitious Cop
- Diretto da:
- Scritto da:

### Trama
- Interpreti: Gene Evans (Joe Devlin), Byron Foulger (Superintendent), Lou Krugman (Albert Stewart), Dayton Lummis (Arthur Healy), James Mason (se stesso  - presentatore), Noreen Nash (Mary Gerski), John Stephenson (dottor Jacob Gerski)

## Meet Mr. Justice
- Diretto da:
- Scritto da:

### Trama
- Interpreti: John Baer, Joe E. Brown, Kathleen Crowley, Jonathan Hale, Nancy Kulp, James Mason (se stesso  - presentatore)

## Visibility Zero
- Diretto da:
- Scritto da:

### Trama
- Interpreti: John Doucette (Jim Tally), Dean Jagger (Ed Goran), Mary Ellen Kay (Sally), Barry Kelley (James Hogan), James Mason (se stesso  - presentatore), Frances Robinson (Ellie Gorman), John Sheppod (Al Irvine)

## The Direct Approach
- Diretto da:
- Scritto da:

### Trama
- Interpreti: John Archer (Barney Wallace), Malcolm Atterbury, Willis Bouchey (Robert Gregg), Mona Freeman (Debby Hood), Harry Lauter, Phil Tead, Minor Watson (generale John Hood), Charles Watts

## Too Late to Run
- Diretto da:
- Scritto da:

### Trama
- Interpreti: Bobby Driscoll, Arthur Franz, Beverly Garland

## On Leave
- Diretto da:
- Scritto da:

### Trama
- Interpreti: John Alderson, Ashley Cowan, Claude Dauphin (soldato Henri Baptiste), Tom Duggan, Robert Easton, James Fairfax, Barry Harvey, Walter Kelley, Bruce Lester, Maurice Marsac, Mortimer Mills, Michael Pate, Otto Reichow, Werner Reichow

## Jury of One
- Diretto da:
- Scritto da:

### Trama
- Interpreti: William Henry, Paul Kelly, Addison Richards, Eleanore Tanin, Kenneth Tobey

## The Case for the State
- Diretto da:
- Scritto da:

### Trama
- Interpreti: Mark Herron, Nancy Howard, Hayden Rorke, Marshall Thompson

## Three Months to Remember
- Diretto da:
- Scritto da:

### Trama
- Interpreti: Sally Brophy, Gilmore Bush, George Eldredge, Diane Jergens, George N. Neise, Velma Royton, Don Taylor, Howard Wendell

## The Uninhibited Female
- Diretto da:
- Scritto da:

### Trama
- Interpreti: Marilyn Erskine, Barry Nelson

## Wild Call
- Diretto da:
- Scritto da:

### Trama
- Interpreti: Ross Elliott (Melvin), William F. Leicester (Taylor), J. Carrol Naish (Ridley), Ray Teal (capitano Donovan), Herb Vigran (Hendricks)

## The Quitter
- Diretto da:
- Scritto da:

### Trama
- Interpreti: Noah Beery Jr., Raymond Hatton, Frances Rafferty, Craig Stevens, Stephen Wootton